# Traian Popp
Traian Popp (Traian Vintilă Popp, n. 22  ianuarie 1933, București) este un inginer constructor român.
După terminarea Colegiului Național Sf. Sava din București>, a urmat Facultatea de Construcții Civile, Industriale și Agricole – Institutul de Construcții București, pe care a absolvit-o in anul 1956.
Între anii 1956–1959 a activat la Institutul de Proiectare "Proiect București", iar între anii 1959–1993 la Institutul de Proiectări "Carpați", de unde a ieșit la pensie.
Ulterior a fost partener cu Acad. Prof. Panaite Mazilu la firma de proiectare "Aedificia MP" și a fondat "Popp și asociații", o companie de proiectare ce vizează câteva domenii de activitate din construcții, între care principala activitate este proiectarea structurilor.
In anul 1984 a obținut titlul științific de doctor inginer susținând teza cu titlul "Structuri celulare curbe".
Este membru al comisiilor de atestare a verificatorilor de experți tehnici ai MTTC și face parte din colectivele de evaluare și/sau avizare la Carpati Proiect (din anul 1990), MLPAT (1994), Comisia  Monumentelor Istorice (1994).
Este membru al Academiei de Științe Tehnice din România, al International of Shell Structures și al Asociatiei Inginerilor Constructori proiectanti de structuri din Romania (Președinte de onoare, Sucursala București).
Din anul 2018 este Membru de onoare al Asociației Colegiului Sfantul Sava din București.
Pentru activitatea sa a fost decorat cu diferite medalii printre care Ordinul Muncii (1971).

## Proiecte de referință
In decursul celor 50 de ani de activitate inginerească, dr. ing. Traian Popp a elaborat unele proiecte, precum:  
- Palatul  Parlamentului;  
- Sala  Palatului;
- Teatrul Național „Ion Luca Caragiale” din București;
- [[{{{2}}}|Televiziunea  Romana]]⁠(ro)[traduceți];
- Hotelul Intercontinental din București; 
- Clădire  de  birouri  Porsche  România,  București;  
- Charles de Gaulle Plaza
- Clădiri proiectate în alte țări:  Stațiunea  Porto-Caras  (Grecia),  Hipodrom  Abu-Dhabi,  Hotel  Intercontinental  (Atena)  etc.  

## Soluții  originale
Aceste soluții au fost folosite la diverse proiecte elaborate:
- calcul la acțiunea vântului, fundații în pământuri sulfuroase (blocul Macul Roșu, București; anexe la Opera de Stat, București; noul Far din Constanța);
- plăci ortotrope, calcul eforturi pe două direcții (clădirile din Calea Griviței, București);  
- dale din beton precomprimat, comportare plastică, încercări dinamice și verificare în timp (cinematograful Chibrit, București);
- fundații flotante pe un strat de argilă tare, chesoane, efectul temperaturii asupra consolelor, îmbunătățiri tehnice ale pretensionării (cinematografele Coșbuc, Floreasca, Melodia, Basarab din București);
- calculul elementelor pretensionate pe trei direcții, soluții de prefabricare, secțiunea optimă și pretensionarea optimă, terenuri macroscopice (cinematograful Flamura);
- grinzi simple, soluții de prefabricare, migrarea pretensionării (Cinematograful Luceafărul);
- soluția cu stâlpi în „V”, rezolvare cinematică specială în sensul că rezultanta acțiunii seismice se preia printr-o triangulație, în așa fel încât momentele încovoietoare din parter sunt foarte mici (blocul Unic, Bdul. Bălcescu, București);  
- grinzi cu zăbrele cu probleme antifoc; analiză dinamică; goluri de scări; chesoane; planșee ortotrope; programe de calcul pentru planșee, grinzi; rigiditate variabilă; absorbția răsucirii cadrelor;  acțiunea statică și dinamică a vântului asupra turnului televiziunii, torsiune, rezonanța antenei, testul în tunelul aerodinamic, console conice (blocul Studio–Amzei, blocul Baby, blocul turn Toporași din  București, 130 de apartamente din Galați; clădirea Televiziunii Române);
- fundații cu egalizarea deformațiilor, calculul centrului de rigiditate si al efectului de torsiune; portal ortotrop conic (Teatrul Național „Ion Luca Caragiale” din București); 
- analiză liniară (Hotelul Intercontinental din București);  
- calculul liniar și plastic la seism și rafale de vânt pentru elemente forfecate (hoteluri de la malul mării din stațiunea Neptun, 15–20 de etaje);
- structură elastică, absorbirea energiei seismice prin cadre ductile și sistem tip fagure la nivel curent (complexul Belvedere din Neptun – Olimp);  
- structură cu planșee celulare și elemente prefabricate, comportarea la acțiuni dinamice (cladirea Academiei "Ștefan Gheorghiu" din București – actualmente Facultatea de Electronică, Telecomunicații și Tehnologia Informației Arhivat în 22 ianuarie 2019, la Wayback Machine. din cadrul Universității "Politehnica" București);  
- structuri celulare (șapte spitale regionale din România);  
- cupolă cu arce tensionate (Sala  Palatului);  
- structură cu acoperiș cilindric cutat pretensionat (Aeroportul Popești-Leordeni – hangar cu deschiderea de 62,5 m și înălțimea de 12m);
- suprafețe cu seduri (Țesătoria din Iași);  
- grinzi elicoidale cu secțiunea variabilă (Hotel Nord);  
- analiza răspunsului dinamic pe accelerograme simulate, cadre ductile, structuri mixte (Universitatea din  Alger; complex hotelier de 2.000 de locuri în stațiunea Porto-Caras din Halkidiki, Grecia);  
- analiza teoretică și experimentală a capacității de disipare a energiei structurii (structura hotelului Intercontinental din Atena, 80m înălțime, cu panouri mari prefabricate tip Larsen-Nielsen);
- structură cu retrageri (structura complexului Hotelului Intercontinental din Creta);
- disipatori de energie (Hipodromul din Abu-Dhabi; Ambasada României din  Bonn; structura de rezistență a Palatului Parlamentului – proiectată în colaborare cu prof. Alexandru Cișmigiu și ing. Mircea  Mironescu – a prevăzut disipatori prin fricțiune la corpul C4, de 85m, și o conexiune elastică din 44 de tampoane de locomotivă; de asemenea, la Sala Unirii, a prevăzut contrafise cu fricțiune, folosind  buloane precomprimate; sediul Uniunii Arhitecților din Piața Revoluției, București: 2S+P+8E – imobilul a fost legat de zidurile din fațadă originale, care au fost păstrate fiind considerate monument istoric  – și a fundațiilor acestora; pentru a se asigura rezistența și stabilitatea zidurilor existente, până la alipirea structurii noi și pentru demolarea pereților interiori, a fost creată o structură provizorie,  o triangulație metalică; planșeele și consolele extinse la nivelul superior al monumentului cu 3m s-au realizat dintr-o dala din beton armat de 22cm);  
- structura de rezistență formată din trei nuclee de beton armat dispuse la 120 grade (forma in plan a cladirii fiind circulara), cadre metalice pe directie radiala si circulara; stalpii cadrelor lipsesc in  parter; zonele dintre nuclee sunt suspendate prin intermediul unor tiranti metalici; sarcina tirantilor este preluata de o structura metalica spatiala de acoperis, ancorata in nuclee de beton; plansee din grinzi metalice si placa de beton armat de 15 cm grosime, pe zona laterala dintre tuburi, respectiv sub forma de dala groasa de 30 cm din beton armat pe zona centrala; placa circulara de 14m diametru, care reazema pe contur, partial pe peretii interiori ai nucleelor si partial pe grinzi din beton armat de 35x75cm, dispuse circular, intre  tuburi (cladire  de  birouri – Sediul  Administrativ  Porsche: D+P+7E); 
- execuție în sistem TOP-DOWN; adâncimea săpăturii 16,20m, înălțimea deasupra terenului 70m; structura: nucleu din beton armat cu armatură rigidă; cadre metalice pe două direcții, cu câte două  contravântuiri metalice în formă de K în  fațadă; planșee sub formă de dale de 35 cm grosime din beton armat la subsoluri, respectiv grinzi metalice principale din profile laminate, grinzi cu zăbrele  secundare și placă din beton armat de 12cm grosime pentru suprastructură; sistemul de fundare: radier general, piloți flotanți dispuși sub elementele verticale ale structurii de rezistență; stâlpi și nucleu central (clădire de birouri Charles de Gaulle Plaza, Bucuresti: 5S+P+17E).

## Expertize tehnice
Dr. ing. Traian Popp a efectuat numeroase expertize tehnice, dintre care merită amintită, în mod special, structura de rezistență a reactorului de cracare catalitică din Combinatul Petrobrazi SA, pentru  care a elaborat și proiectul de consolidare ce a inclus primul sistem de amortizare cu masă adițională proiectat și realizat în  România. Acest sistem a presupus amplasarea unei mase legate pendular de structura de bază în punctul de prindere al reactorului: vibrația proprie a acestui ansamblu a fost prevazută să se acordeze pe aceeași frecvență cu cea a construcției, pentru ca ea să vibreze în antifază cu  construcția, reducându-i acesteia amplitudinea mișcării și, implicit, eforturile în barele structurii. Masa adițională este legată de structură prin intermediul unor arcuri și a unor amortizoare vâscoase care reduc efectul mișcării și consumă din energia indusă la seism;
Mai pot fi amintite expertizele și proiectele de consolidare ale Palatului Victoria (sediul Guvernului), cladirile ING Bank, MindBank, Banca Mondială din București, Dambovița Center, Fabrica de Avioane  Craiova, structura de rezistență a reactorului de cracare IPIP Pitești, etc.

## Consultanță
Dr. ing. Traian Popp a avut si activitate de consultanță: Universitatea Româno-Americana (complex de clădiri cu o suprafață de 30.000mp – S+P+2(5)(9)E; Catedrala Reîntregirii Neamului (studiu) etc.

## Activitatea  didactica
În funcția de Conferențiar a predat la Institutul de Arhitectură "Ion Mincu", București „Calculul electronic” la anul III și „Structuri speciale” la anul V, între anii 1962–1996, cursuri deosebit de apreciate de studenții arhitecți.

## Activitatea  publicistică
Dr. ing. Traian  Popp a publicat numeroase articole în reviste de specialitate dintre care mențonăm cateva dintre cele apărute în străinatate: Rezistență și ductilitate – Skopje; Vibrația structurilor  etajate – Weimar; Consolidarea monumentelor de artă istorice – Salonic etc.) și a prezentat comunicări la manifestările științifice din țară și străinătate.